# Покровский, Дмитрий Дмитриевич

Дмитрий Дмитриевич Покровский

 Дмитрий Дмитриевич Покровский — советский хозяйственный, государственный и политический деятель.

## Биография
Родился в 1915 году в Москве. 
До 17 лет жил с родителями в городе Гороховец (Владимирская область), расположенном на реке Клязьма, и учился в школе при местном судостроительном заводе.

Первый выпуск Сталинградского судостроительного техникума – 1932

Дмитрий Дмитриевич Покровский (справа) – 1939

Окончил Сталинградский судостроительный техникум (1932 год). 
С 1932 года – конструктор ЦКБ «Речсудопроект» (ныне ЦКБ «Вымпел») (г. Горький).
В 1940 году в числе первых сталинских стипендиатов Дмитрий с отличием окончил Горьковский институт инженеров водного транспорта.
С 1940 года – конструктор Рыбинской судоверфи им. Володарского (г. Рыбинск Ярославской области).
С 1944 года – главный инженер предприятий Нижегородской области – Городецкого механического завода (г. Городец) и завода «Теплоход» (г. Бор) – выпускавших для нужд фронта ручные гранаты, корпуса мин и снарядов для установок «Катюша». За оперативное выполнений заданий Комитета Обороны и обеспечение высокого качества продукции Д.Д. Покровский был награждён орденом Трудового Красного Знамени.
По окончании Второй Мировой войны работал главным инженером на заводе «Теплоход». Во главе с ним предприятие, несмотря на недостаток производственных площадей и нехватку опытных кадров, освоило выпуск судовых паровых машин и котлов, коленчатых валов и других крупных деталей. Впервые было внедрено кузнечное производство с использованием уникального ковочно-штамповочного пресса.
С 1948 года – главный инженер Волжского грузопассажирского речного пароходства (г. Горький).
В 1949 году переведён в Москву. С 1949 года – начальник Центрального производственного отдела Центрального аппарата Министерства речного флота РСФСР.

Дмитрий Дмитриевич Покровский – 1949

Дмитрий Дмитриевич Покровский (слева) – 1951

Дмитрий Дмитриевич Покровский (в центре) – 1954

В 1951 – 1953 годах – начальник Главного управления промышленных предприятий.
В 1954 – 1955 годах – начальник Главного управления судового хозяйства.
В 1956 – 1975 годах – начальник Главного технического управления Минречфлота.
Под руководством Д.Д. Покровского и при его непосредственном участии была подготовлена стратегия дальнейшего развития и совершенствования речного флота; обоснована возможность, определены условия и собственно созданы сами суда смешанного река-море плавания.
С его именем заслуженно связывают множество достижений советского периода, в том числе разработку:
- новых типов судов: комфортабельных пассажирских, на подводных крыльях и воздушной подушке, класса "О" для эксплуатации на водохранилищах, мощных толкачей, крупнотоннажных грузовых, секционных составов;
- принципиально новых и более простых механизмов управления мощными толкачами и крупнотоннажными составами - с помощью поворотных направляющих насадок с раздельным контролем;
- технических средств природоохранного назначения: автономных станций для очистки и обеззараживания загрязненных хозяйственно-бытовых и нефтесодержащих вод, а также станций приготовления питьевой воды;
- методов технико-экономического обоснования и выбора перспективных типов судов для дальнейшего проектирования и строительства.

Настоящую революцию на речном флоте совершили созданные коллективами ученых и конструкторов при непосредственном участии Д.Д. Покровского, не имеющие аналогов в истории судостроения, автоматические сцепные устройства для различных судов, включая мощные толкачи и крупнотоннажные секционные составы.

Дмитрий Дмитриевич Покровский (на Волге с китайской делегацией) – 1954

Дмитрий Дмитриевич Покровский (слева) – 1959

Дмитрий Дмитриевич Покровский (на Миссисипи) – 1960

Дмитрий Дмитриевич Покровский (слева) – 1965

Дмитрий Дмитриевич Покровский (слева) – 1969

За создание и серийное строительство судов нового класса смешанного плавания река-море и за осуществление высокоэффективных бесперевалочных перевозок грузов на внешнеторговых и внутрисоюзных линиях был в составе коллектива удостоен Государственной премии СССР в области науки и техники 1972 года.
В 1976 – 1978 годах – редактор журнала «Речной транспорт». В 1978 году Дмитрия Дмитриевича приняли в Союз журналистов.

Дмитрий Дмитриевич Покровский (в центре) – 1974

Дмитрий Дмитриевич Покровский (справа) – 1981

Скончался в Москве 6 января 2013 года. Похоронен на Митинском кладбище.

## Память
28 марта 2014 года на нижегородском заводе «Красное Сормово» был сдан в эксплуатацию танкер смешанного плавания река-море проекта RST27 «Дмитрий Покровский».

Танкер «Дмитрий Покровский»